# كنال+ سينما
كنال+ سينما هي قناة تلفزيونية الفرنسية  مخصصة لبرمجة الأفلام.وهي تابعة لكنال بلوس جروب وحزمة Ciné-Séries من كنال+ .وهي قناة مشفرة لا تبث الإعلانات.
القناة لها نسخة أفريقية ، على القناة 4 من كنال+ (إفريقيا) .

## تاريخ
تم إطلاق القناة في 27 أبريل 1996 باسم "Canal + Jaune" على الأقمار الصناعية والكابل. تتألف برامجها من بث أفلام كنال+.
في 28 يونيو 2002 ، حاولت Canal + Jaune التقدم بطلب إلى CSA للحصول على تردد على البث الرقمي .
في إطار إنشاء باقة كنال+ ، غيرت القناة اسمها في 1 نوفمبر 2003 إلى كنال+ سينما. تمت الموافقة على الطلب وخصصت وكالة الفضاء الكندية (CSA) ترددًا على معدد الإرسال R3 DTT من حيث يبدأ إصداره في وقت مبكر من 21 نوفمبر 2005.
في 12 أكتوبر 2010 ، أصبحت القناة تبث نسخة عالية الوضوح (HD) من القناة.

## أنظر أيضا
- كنال+
- كنال+ سيريس
- كنال+ عائلة
- كنال+ سبورت
- كنال+ ديكالي

## روابط خارجية
- الموقع الرسمي